# St. Gertrud (Tüddern)

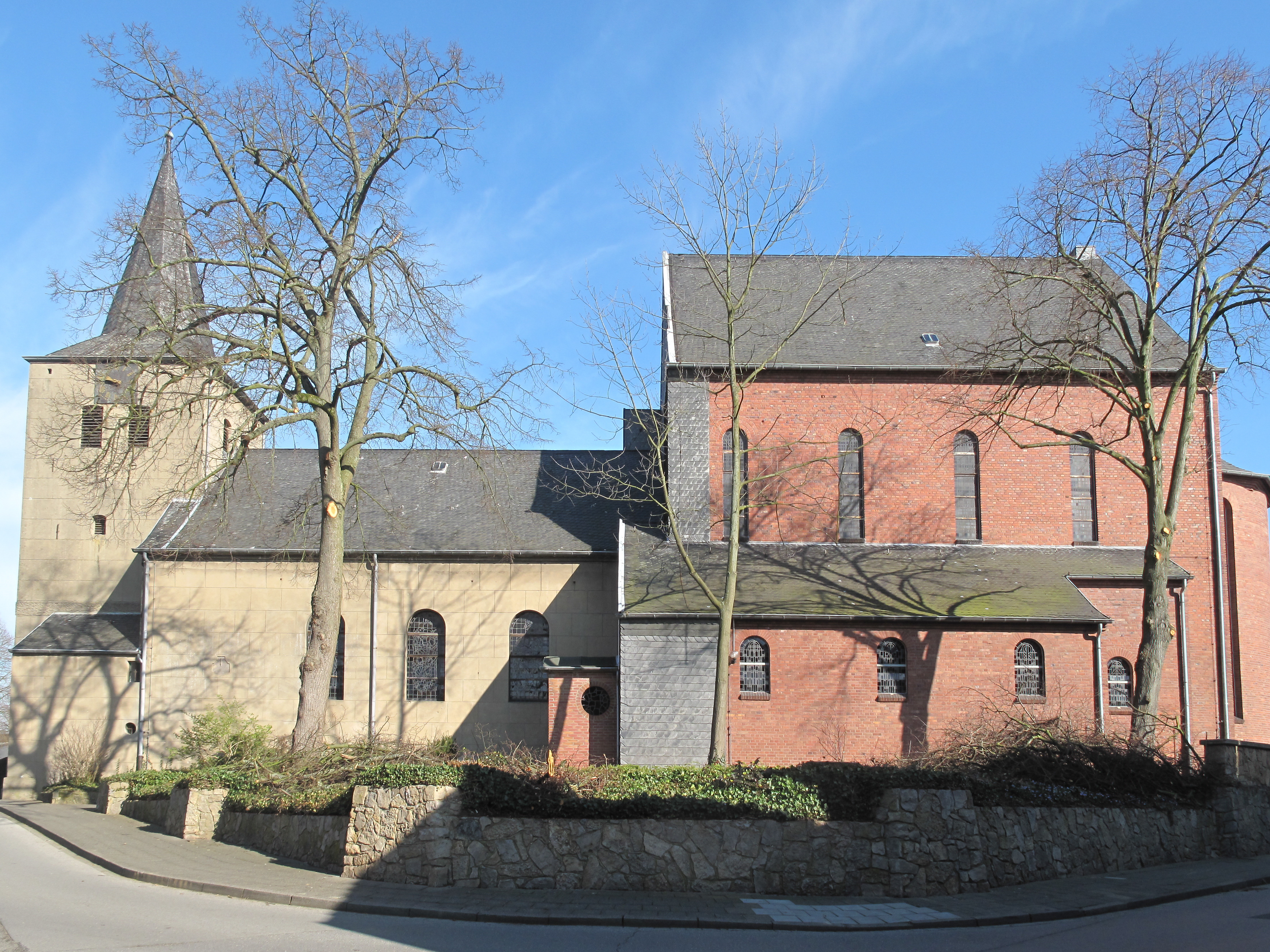
St. Gertrud in Tüddern

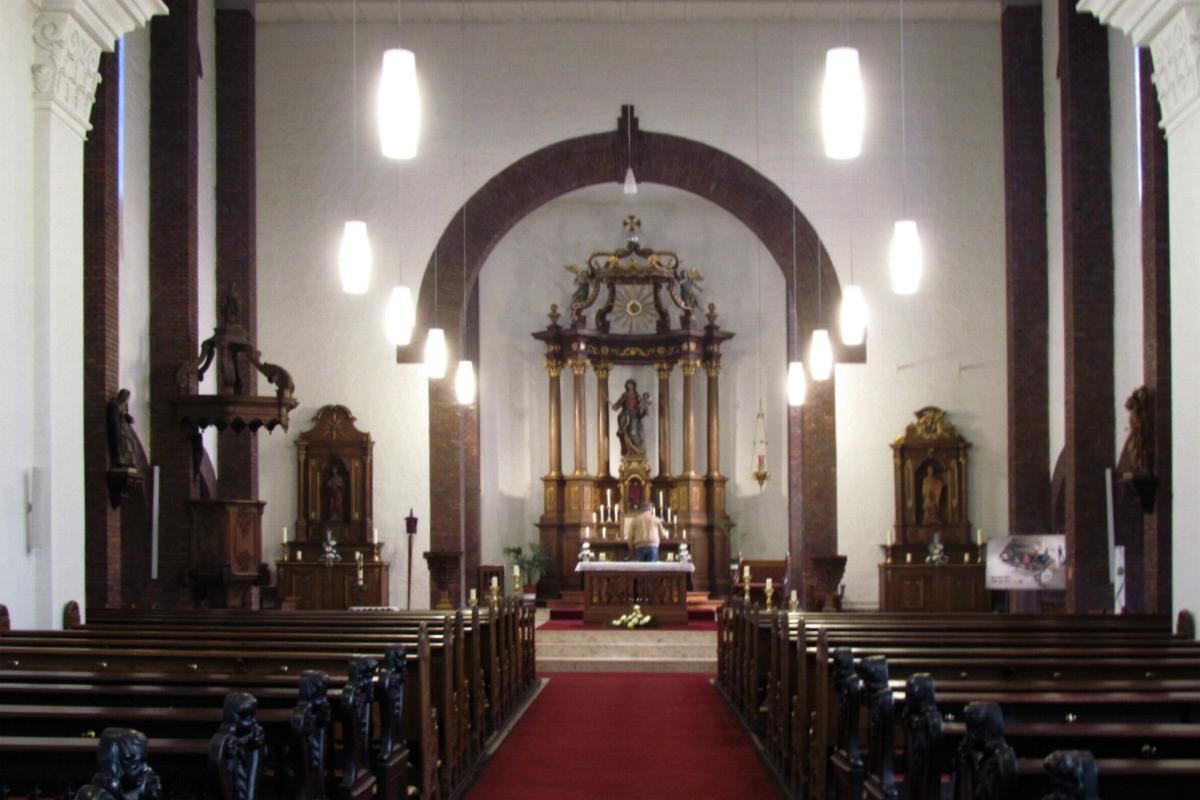
Innenraum

St. Gertrud ist eine römisch-katholische Pfarrkirche in Tüddern, einem Ortsteil der Gemeinde Selfkant im Kreis Heinsberg in Nordrhein-Westfalen.
Die Kirche steht unter dem Patronat der hl. Gertrud von Nivelles und ist unter Nummer 16 in die Liste der Baudenkmäler in Selfkant eingetragen.

## Geschichte
Der Ortsüberlieferung nach soll der hl. Willibrord in Tüddern missioniert haben. Ursprünglich gehörte Tüddern zur Pfarre Millen, verfügte aber über ein eigenes Gotteshaus. Seit wann dieses bereits bestand, ist nicht überliefert. In einem Visitationsbericht aus dem Jahr 1533 geht hervor, dass in der Kapelle alle Sakramente außer der Taufe gespendet wurden, zur Taufe musste die Tüdderner Bevölkerung weiterhin zur Pfarrkirche nach Millen. Eigenständige Pfarrei wurde Tüddern schließlich 1804.
Über die 1533 genannte Kapelle ist bekannt, dass sie um das Jahr 1500 einen neuen Chor im Stil der Gotik erhielt. Mitte des 16. Jahrhunderts baute man einen neuen Glockenturm. Dieser Turm wurde jedoch Anfang des 19. Jahrhunderts baufällig und im Jahr 1808 abgerissen. Daraufhin verlängerte man das heute noch bestehende Kirchenschiff um zwei Achsen und baute den heutigen Glockenturm. Im Jahr 1851 wurde die Kirche grundlegend renoviert. Dabei erhielt das Kirchenschiff ein neues Holztonnengewölbe.
In den 1930er Jahren wurde die Saalkirche zu klein für die angewachsene Bevölkerungszahl. Daher beauftragte die Pfarre den Kölner Architekten Willy Weyres mit der Erweiterung der Kirche. Nach Abbruch des Chors aus dem Jahr 1500 wurde das bestehende Kirchenschiff zwischen 1937 und 1938 mit einer deutlich breiteren und höheren dreischiffigen Anlage mit halbkreisförmiger Apsis erweitert. Im Zweiten Weltkrieg blieb St. Gertrud von Zerstörungen verschont.

## Baubeschreibung
Der alte Teil der Kirche (Westteil) ist ein dreiachsiger Saalbau mit vorgebautem Glockenturm in Formen des Barock. Der neue Teil (Ostteil) ist eine dreischiffige, vierachsiger Basilika im Stil der Moderne mit halbrunder Apsis im Osten.

## Ausstattung

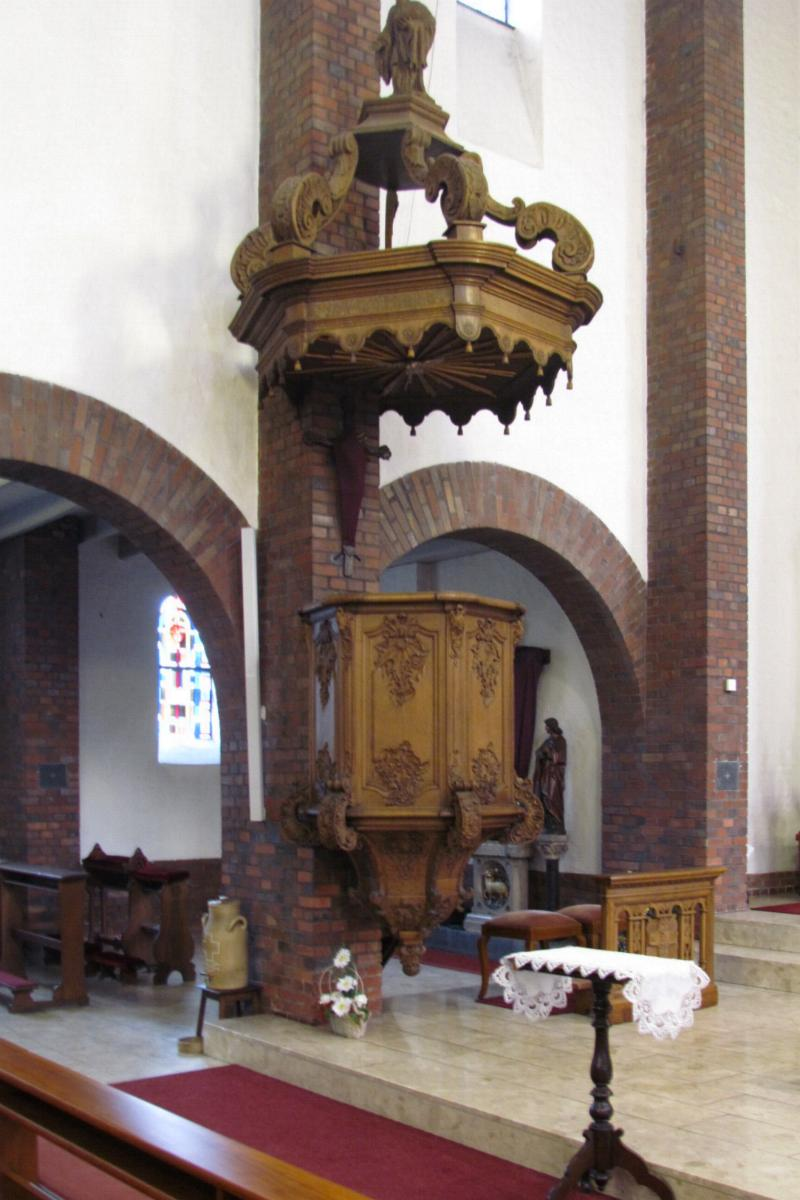
Kanzel, 18. Jh.

Im Innenraum hat sich die historische Ausstattung erhalten. Der Rokoko-Hochaltar wurde 1759 geschaffen und steht in der Apsis des neuen Teils. Er ist vermutlich während der Franzosenzeit nach Tüddern gekommen, ursprünglich stand der Altar in der Kapuzinerkirche in Sittard. Die beiden Nebenaltäre wurden ebenfalls 1759 geschaffen und stammen vermutlich auch aus der Sittarder Kapuzinerkirche. Die Brüstung der Orgelempore und die Sakristeitür sind ebenfalls Rokoko-Arbeiten. Weiterhin ist die Kanzel aus dem 18. Jahrhundert zu erwähnen. Die Orgel ist ein Werk der Werkstatt Verschueren Orgelbouw aus dem Jahr 1955. Das Instrument verfügt über 12 Register, verteilt auf zwei Manuale und Pedal. Ein Teil der Kirchenbänke stammt aus der Theresienkirche in Aachen und konnte 1940 erworben werden. Die Buntglasfenster auf der Nordseite des Altbaus sind Werke der Linnicher Werkstatt Glasmalerei Dr. H. Oidtmann aus den Jahren 1925 und 1928, die Fenster auf der Südseite wurden 1940 nach Entwürfen von Heinrich Ritterbecks eingebaut. Sämtliche Fenster des Neubaus wurden 1937 nach Entwürfen von Maria Katzgrau angefertigt.

## Pfarrer
Folgende Priester wirkten bislang als Pastor an St. Gertrud:
| von – bis | Name             |
| --------- | ---------------- |
| 1918–1942 | Karl Krause      |
| 1942–1958 | Martin Fuß       |
| 1958–1960 | Jakob Wirtz      |
| 1960–?    | Josef Schnitzler |
| Seit ?    | Roland Bohnen    |